# Lena (Espanha)
Lena (em castelhano) ou Ḷḷena (em asturiano) é um concelho (município) da Espanha na província e Principado das Astúrias. Tem 315,51 km² de área e em 2019 tinha 10 890 habitantes (densidade: 34,5 hab./km²).
Encontra-se na zona central montanhosa das Astúrias, a 33 km de distância de Oviedo. Faz fronteira com a província de Leão, situada a sul.
O município de Lena divide-se em 24 paróquias civis (parroquias) ou freguesias. À frente do nome de cada freguesia está o nome em asturiano, quando este difere da sua versão em castelhano:
- Cabezón
- Campomanes (Campumanes)
- Carabanzo
- Casorvida (Casorvía)
- Castiello (Castieḷḷo)
- Columbiello (Columbieḷḷo)
- Congostinas
- Felgueras
- Herías (Erías)
- Jomezana (Xomezana)
- Las Puentes
- Llanos (Chanos de Somerón)
- Muñón Cimero (Muñón Cimiru)
- Muñón Fondero (Muñón Fondiru)
- Pajares (Payares)
- Parana
- Piñera
- Pola de Lena (La Pola)
- San Miguel del Río (Samieguel del Río)
- Sotiello (Sotieḷḷo)
- Telledo (Teyeo)
- Tuiza
- Villallana (Viḷḷayana)
- Zureda (Zurea)

## Demografia
| Variação demográfica do município entre 1981 e 2005 | Variação demográfica do município entre 1981 e 2005 | Variação demográfica do município entre 1981 e 2005 | Variação demográfica do município entre 1981 e 2005 |
| --------------------------------------------------- | --------------------------------------------------- | --------------------------------------------------- | --------------------------------------------------- |
| 1981                                                | 1991                                                | 2000                                                | 2005                                                |
| 14 615                                              | 14 096                                              | 13 901                                              | 13 276                                              |